# The Last of Our Kind
The Last Of Our Kind ist ein Lied der kanadisch-schweizerischen Sängerin Rykka. Sie vertrat mit diesem Lied die Schweiz beim Eurovision Song Contest 2016 und schied dabei im zweiten Halbfinale aus.

## Hintergrund und Veröffentlichung
Im Herbst 2015 wurde das Lied des Schweizer Fernsehsenders SRF mittels einer Online-Abstimmung auf der Homepage des Senders eingereicht. So wurde sie als einer der 10 Kandidaten zum Vorentscheid zum ESC ausgewählt.
Im Finale am 13. Februar 2016 gewann sie den Vorentscheid Die Große Entscheidungsshow. Somit durfte sie die Schweiz beim ESC 2016 in Stockholm vertreten.
Der Song wurde als Download am 8. Januar 2016 durch das Musiklabel Little Jig Records veröffentlicht.